# RTV Betuwe
RTV Betuwe was de regionale radio- en televisiezender voor de gemeente Geldermalsen, Buren, Neerijnen.
RTV Betuwe is landelijk bekend geworden door de uitzending van het AZC-debat. De zender draait 7 dagen per week, 24 uur per dag voor iedere doelgroep. Doordeweeks kent RTV Betuwe 10 interactieve programma's; Goedemorgen Betuwe, Betuws koffie, Nicolaas in de Middag, Regio Sport, Gezond & welzijn, Mark Draait Door!, Betuwe Centraal, Time-Out, Tussen de Dijken en Vlucht 46. De zaterdagavond wijkt geheel van het format, de zaterdag kent een platenkoffer "oldies style" en een Nederlandstalig programma genaamd "Lingestroom". Van 2007 tot 2014 was Willem klip programmaleider van RTV Betuwe, 2014 tot 2016 Lawrence Nicolaas en Peter Nillesen en van maart 2016 tot september 2017 Mark van Veen en Carolien Grouwel. Met ingang van oktober 2017 kent RTV Betuwe geen programmaleider(s) meer en draait het nu op de kracht van het bestuur en technische medewerkers.
Op 23 december 2018 stopte RTV Betuwe met uitzenden en werd het van de ether afgehaald. Op donderdag 20 december presenteerde Ron van Leeuwen de laatste uitzending van het programma Betuwe Centraal en blikte hij terug op drie decennia radio en televisie met gasten die een rol speelden bij de omroep.
SRC FM zou de rol van streekomroep vervullen.